# Dolok Pucuk Anau
Dolok Pucuk Anau är en kulle i Indonesien.   Den ligger i provinsen Aceh, i den västra delen av landet, 1 500 km nordväst om huvudstaden Jakarta. Toppen på Dolok Pucuk Anau är 225 meter över havet, eller 149 meter över den omgivande terrängen. Bredden vid basen är 10,4 km. Dolok Pucuk Anau ligger på ön Pulau Simeulue.
Terrängen runt Dolok Pucuk Anau är huvudsakligen platt, men västerut är den kuperad. Havet är nära Dolok Pucuk Anau åt nordost. Runt Dolok Pucuk Anau är det ganska glesbefolkat, med 27 invånare per kvadratkilometer. Närmaste större samhälle är Sinabang, 7,0 km nordväst om Dolok Pucuk Anau. I omgivningarna runt Dolok Pucuk Anau växer i huvudsak städsegrön lövskog.